# Po (Schiff)
Die Po war ein ursprünglich österreichisch-ungarisches und später italienisches Passagierschiff.
Es wurde 1911 unter dem Namen Wien (III) vom Österreichischen Lloyd in Dienst gestellt und war das bis dahin größte und leistungsstärkste Schiff Österreich-Ungarns. 1918 im Hafen von Pola gesunken, wurde das Schiff gehoben und war unter den Namen Vienna und Po noch viele weitere Jahre im Einsatz. Am 14. März 1941 wurde der Dampfer in der Hafenstadt Valona im Einsatz als Hospitalschiff von britischen Torpedobombern versenkt.

## Geschichte

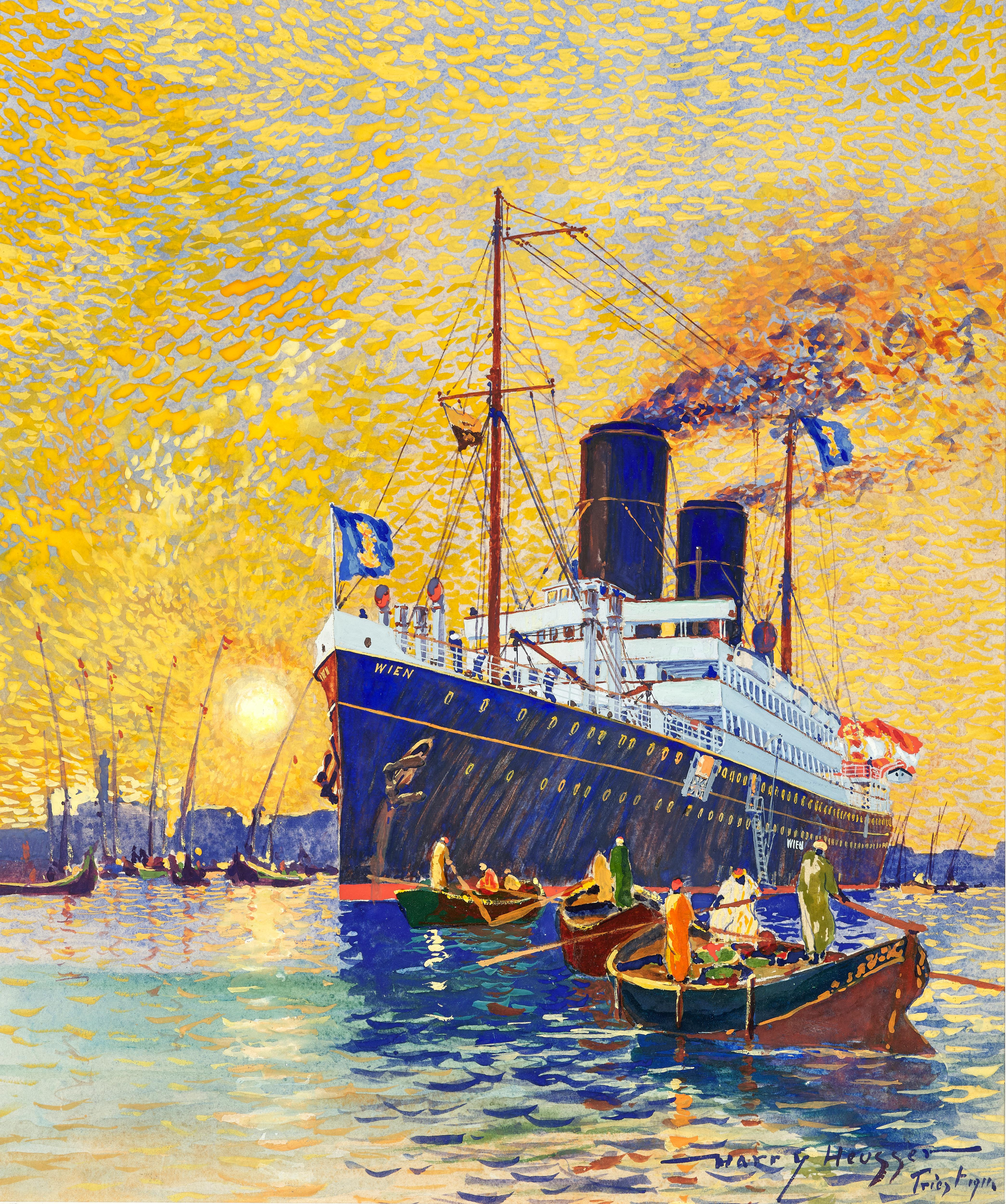
Schnelldampfer Wien vor der Jungfernfahrt aus Triest nach Alexandrien, 1911, Gemälde von Harry Heusser

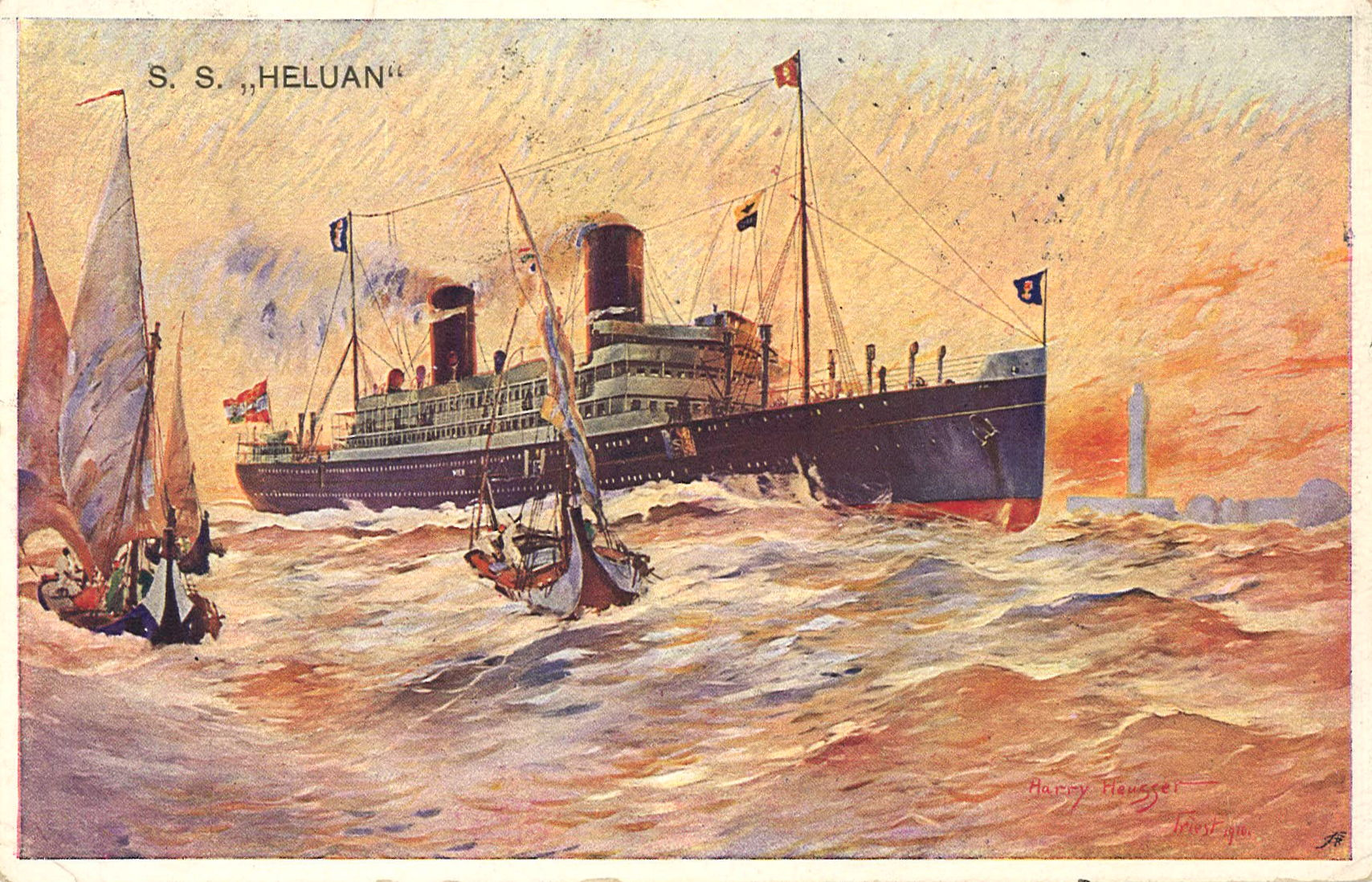
Das Schwesterschiff Helouan, Aquarell von Harry Heusser

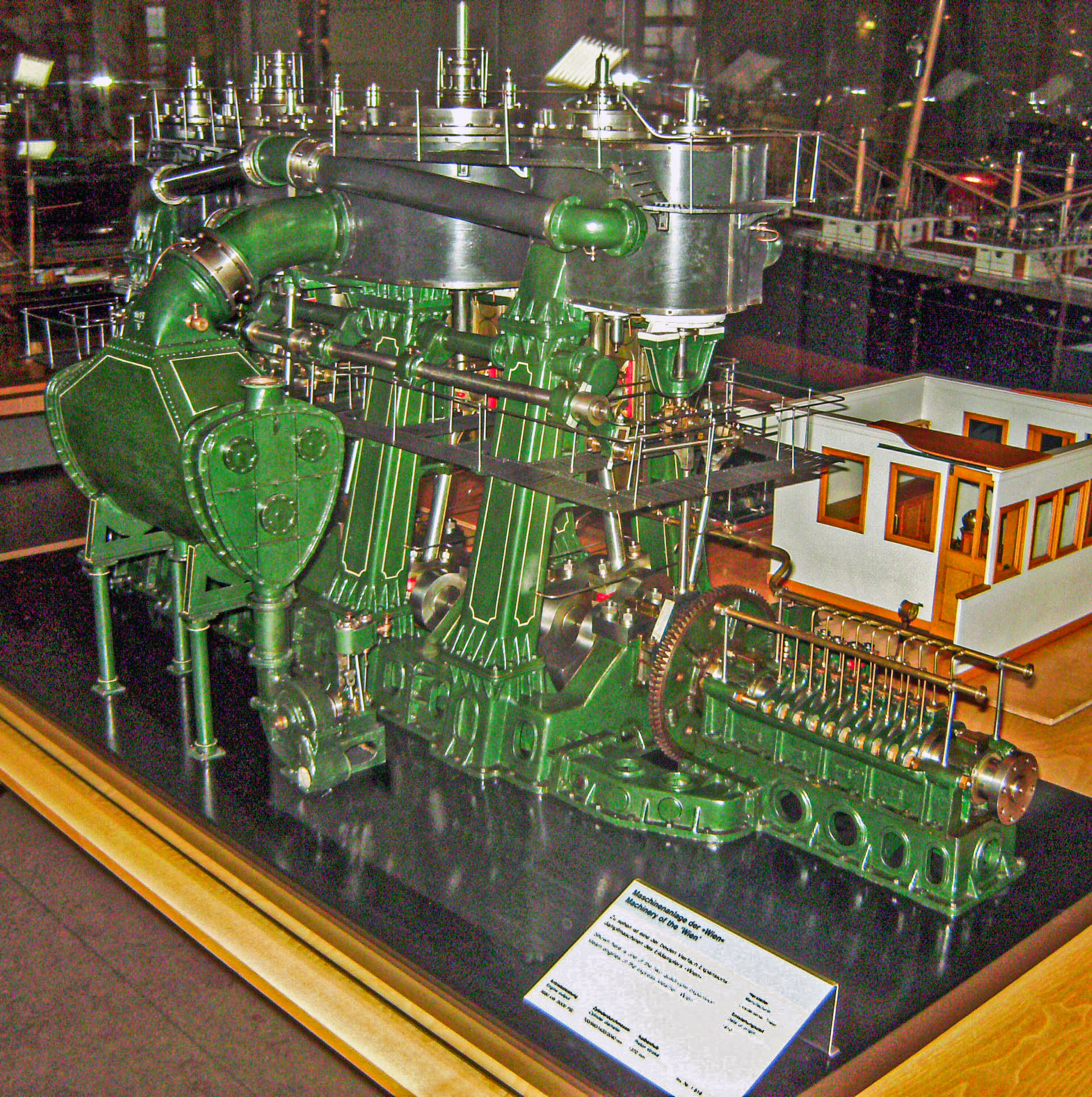
Werftmodell einer Dampfmaschine der Wien im Technischen Museum Wien

Das 7.357 BRT große Dampfschiff Wien wurde am 25. November 1909 beim Lloydarsenal in der damals noch zu Österreich gehörenden Hafenstadt Triest auf Kiel gelegt und lief am 4. März 1911 vom Stapel. Zum Bau wurde ausschließlich österreichischer Siemens-Martin-Stahl verwendet. Am 28. August wurde der Dampfer fertiggestellt und an den Lloyd übergeben. Bei einer Leistungsprobefahrt nach Alexandria wurde die bis dahin nicht erreichte Fahrtdauer von nur 48 Stunden erreicht und das Schiff am Zielhafen festlich empfangen.
Aus Anlass des 75-jährigen Jubiläums des Österreichischen Lloyds wurde zu einer am 29. September 1911 stattgefundenen Probefahrt die Gemeindevertretung der namensgebenden Stadt Wien eingeladen. Diese bestand neben Bürgermeister Josef Neumayer aus rund 120 Stadträten und Bezirksvorstehern.
Die Wien war 134,9 Meter lang, 16,2 Meter breit und hatte einen Tiefgang von 6,91 Metern. Die Passagierräume der Ersten Klasse waren sehr luxuriös gestaltet, alleine der Speisesaal hatte eine Größe von rund 300 m2. Daneben gab es eine elektrische Beleuchtung mit 1.250 Glühbirnen und einen elektrischen Aufzug für die Passagiere der Ersten Klasse. Das Schiff wurde von zwei Schiffsschrauben angetrieben, die beiden Vierzylinder-Verbunddampfmaschinen leisteten zusammen 10.000 PS. Das Wien war mit den damals üblichen Sicherheitsvorkehrungen ausgestattet und verfügte bereits über eine Station für Drahtlose Telegrafie.
Die Wien hatte ein baugleiches Schwesterschiff, die Helouan (7.367 BRT), die am 19. Januar 1912 fertiggestellt wurde. (Die Helouan sank am 12. August 1937 bei Neapel nach einem Brand.)
Der Österreichische Lloyd setzte die beiden Schiffe als Expressdampfer auf der Route nach Alexandria ein, der damals profitabelsten Verkehrsverbindung im Mittelmeer. Es gelang der Reederei, die schnellste Verbindung vom Kontinent nach Alexandria herzustellen. Die Fahrzeit verkürzte sich um einen Tag und Alexandria konnte von Triest aus bereits in drei Tagen erreicht werden. Ferner legte man bei der Ausstattung des Schiffs auf den Komfort und das Wohlergehen der Passagiere großen Wert. Durch diese Maßnahmen wurde die Stellung des Österreichischen Lloyd im Alexandria-Service ausgebaut. Der Lloyd gewann an Bedeutung und konnte seine Position gegen die internationale Konkurrenz erfolgreich behaupten.

### Erster Weltkrieg und Folgejahre
Der Beginn des Ersten Weltkriegs brachte massive Einschränkungen des internationalen Schiffsverkehrs. Die Wien wurde wie andere Schiffe des Österreichischen Lloyds am Prokljansee aufgelegt und schließlich von der k.u.k Marine als Hospitalschiff angefordert. Am 16. Februar 1916 begann ihr Dienst als solches. Bereits am 29. Juni 1916 wurde die Wien wieder aus dem Dienst entlassen, nachdem sie bei einer Grundberührung einen defekten Propeller erlitten hatte.
Am 7. Dezember 1917 forderte das Militär den Dampfer erneut an und setzte ihn als Wohnschiff für die Besatzungen der kaiserlich deutschen U-Boote in Pola ein. Des Weiteren wurden von der deutschen Funkaufklärung auf der Wien Beobachtungs- und Entzifferungsstellen zur Überwachung des mittleren und westlichen Mittelmeers eingerichtet.

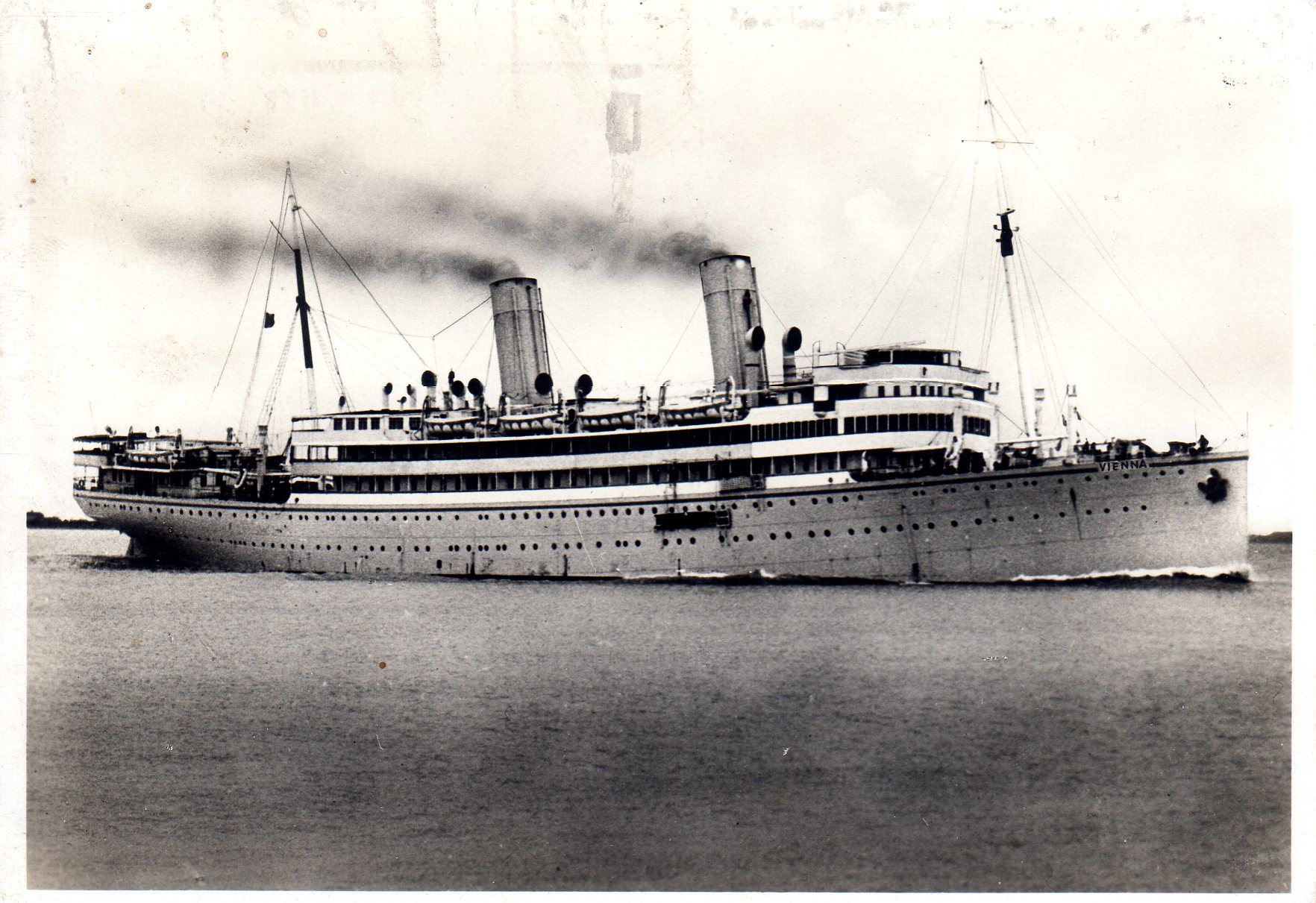
Das Schiff um 1930

Bei Kriegsende, in der Nacht zum 1. November 1918, als das Flottenflaggschiff Viribus Unitis im Hafen von Pola von den italienischen Kampfschwimmern Raffaele Rossetti und Raffaele Paolucci versenkt wurde, sank nach einer Explosion auch die Wien auf den Grund des Hafens. Diese war durch das herrenlose bemannte Torpedo mit der Bezeichnung Mignatta ausgelöst worden, mit dem die beiden Offiziere den Angriff auf die Viribus Unitis durchführten. Bevor die beiden bei dem Angriff gefangen genommen werden konnten, gelang es ihnen noch den Selbstauslöser des Torpedos auszulösen. Das herrenlose Kleinkampfmittel fuhr sich im Meerboden unter der Wien fest und explodierte.
Nach Kriegsende wurde das Schiff von Italien gehoben und wieder hergestellt. 1921 nahm der Lloyd Triestino, die italienische Nachfolgegesellschaft des Österreichischen Lloyd, das Schiff in Betrieb und änderte den Namen in Vienna. Die Vienna fuhr auf der Fernroute nach Asien. 1935 wurde der Name des Schiffs in Po geändert.
Nach dem Eintritt Italiens in den Zweiten Weltkrieg am 10. Juni 1940 wurde der Dampfer Po wieder von der Armee requiriert und ab dem 21. November 1940, wie bereits im Ersten Weltkrieg, als Hospitalschiff verwendet. Es transportierte und versorgte im Zuge von 14 Einsatzfahrten 6600 italienische Soldaten, die bei den Kämpfen in Griechenland und Libyen verwundet worden waren.

### Versenkung
Im März 1941 lag das Schiff anlässlich des italienischen Feldzuges in Albanien und Griechenland gemeinsam mit anderen Schiffen der italienischen Flotte in der Bucht von Valona vor Anker. Zu diesem Zeitpunkt war Edda Ciano, die Tochter von Benito Mussolini und Ehefrau des italienischen Außenministers Graf Galeazzo Ciano, als Krankenschwester auf dem Schiff tätig.
Nach internationalen Bestimmungen waren Hospitalschiffe durch einen auffälligen weiß-roten Anstrich, aufgemalte große rote Kreuze sowie die Beleuchtung des Schiffes bei Nacht kenntlich zu machen. Da jedoch die anderen Kriegsschiffe in der Bucht ebenfalls beleuchtet waren, ordnete das Marinekommando in Valona dem Kapitän des Hospitalschiffes an, während der Nacht die Beleuchtung nicht einzuschalten.
In der Nacht zum 14. März 1941 erfolgte ein Luftangriff britischer Torpedobomber des Typs Fairey Swordfish. Dies war der gleiche Flugzeugtyp, der dem deutschen Kriegsschiff Bismarck durch einen Treffer in die Ruderanlage zum Verhängnis geworden war. Ziel waren Schiffe der in der Bucht von Valona liegenden italienischen Flotte. Die angreifenden Flugzeuge gehörten der 815 Naval Air Squadron der Fleet Air Arm (FAA) an und waren auf dem RAF Airfield von Paramythia stationiert. Bis heute kann nur spekuliert werden, ob das verdunkelt in der Bucht liegende Schiff von den Angreifern als Hospitalschiff erkannt wurde oder nicht.
Zum Zeitpunkt des Angriffs befanden sich keine Verwundeten an Bord. Die Menschen an Bord sprangen über Bord und retteten sich schwimmend an Land, darunter auch Edda Ciano. Dennoch kamen drei Menschen durch die Attacke ums Leben, die italienischen Krankenschwestern Maria Federici, Vanda Sechi und Ennia Tramontani.
Die Leitung des Angriffes wurde von Lieutenant Charles Lamb übernommen. Beim Zielanflug tauchte er mit dem Fahrgestell ins Wasser ein. Es gelang ihm, die Kontrolle über sein Flugzeug zu behalten, den Angriff gegen den von ihm beschriebenen dunklen Schiffskörper weiter zu führen und den Torpedo abzuwerfen. Der ihm nachfolgende Lt. Michael Torrens-Spence erkannte in der Dunkelheit ein großes unbeleuchtetes Passagierschiff, das er mit seinem Torpedo angriff. Die anderen Torpedobomber fanden keine lohnenden Ziele und kehrten mit den Torpedos um. Lt. Charles Lamb führte den Verband sicher wieder nach Paramythia zurück. Später stellte sich heraus, dass bei dem Angriff das Hospitalschiff Po (Position 40° 22′ N, 19° 28′ O) sowie der 3539 BRT große Dampfer Santa Maria versenkt worden waren. Die Versenkung der Po wurde von der italienischen Propaganda instrumentalisiert.